# Jayapura
Jayapura indonéz város Új-Guinea szigetén, Papua tartomány fővárosa. A sziget indonéz felének legnépesebb városa, az ország keleti részének jelentős gazdasági központja. Népessége 315 872 fő (2014).

## Fekvése
A város Új-Guinea északi részén, a Humboldt-öböl partján terül el. Északról a Csendes-óceán határolja. A városközponttól 20 kilométerre található a Sentani-tó.

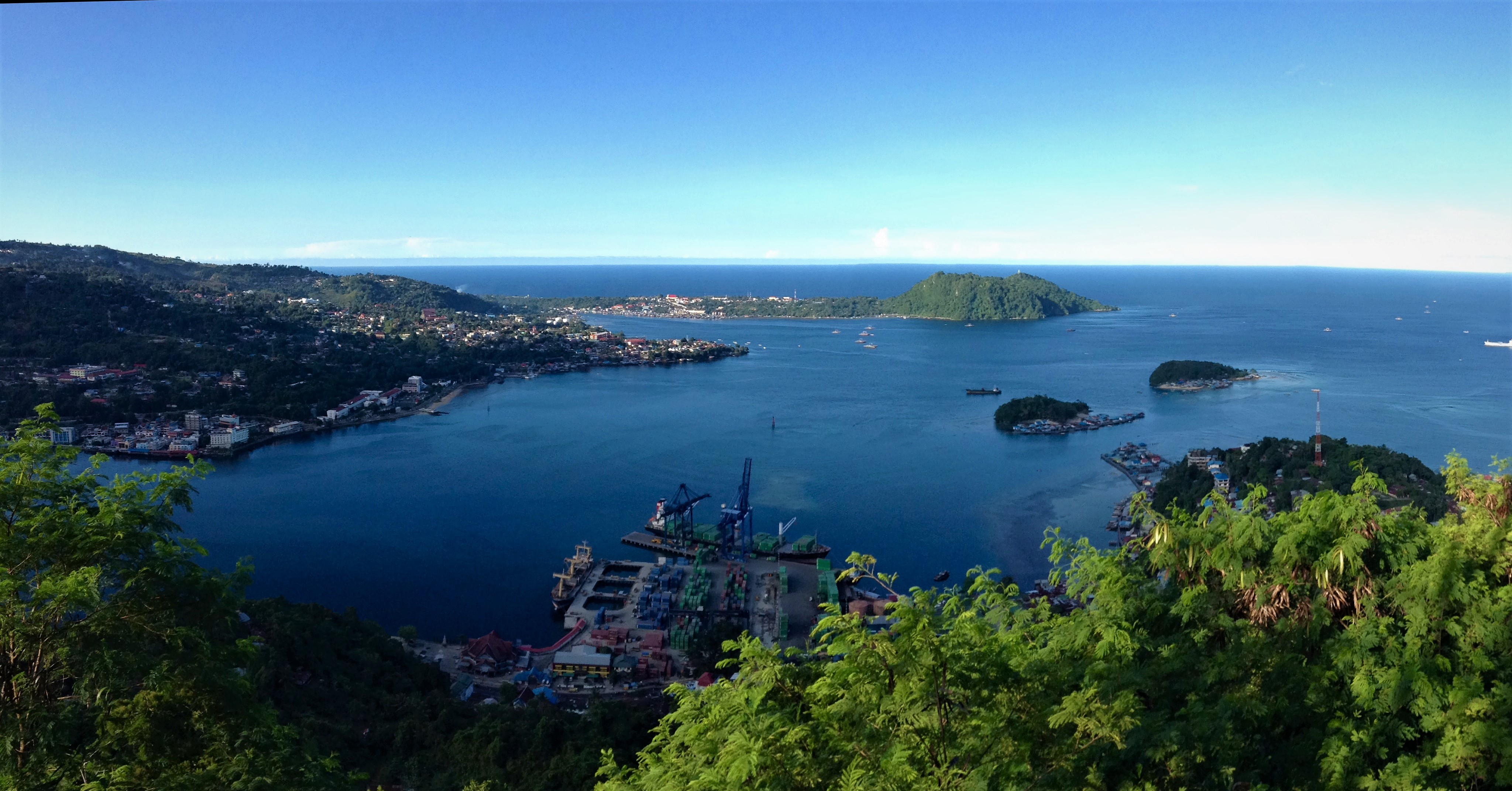
Jayapura látképe

## Története
A Holland gyarmatosítás előtt egy Numbay nevű település volt a mai Jayapura területén, mely főleg kereskedelemmel foglalkozott. 1909-ben a holland hadsereg elérte a Humboldt-öblöt és Új-Guinea nyugati felével együtt Numbay is a Holland Kelet-indiai Társaság befolyása alá került.
A hollandok Numbay helyén 1910-ben alapították Jayapura elődjét Hollandia néven.
1942-ben Új-Guinea északi részét megszállta a Japán Birodalom és csak 1944-ben sikerült kiűzni őket a Szövetséges erőknek.
1962-től Kota Baru, 1964-től pedig Sukarnapura volt a város neve. A Jayapura nevet 1968 óta viseli.
1998-ban erős cunami rázta meg Jayapurát a Pápua Új-Guineai földrengés után.

## Népesség
A Jayapura népessége 2010-ben 256 705 fő volt, mely 2014-re 315 872 főre nőtt. A város lakossága rendkívül sokszínű, legnagyobb számban jávaiak élnek itt, ők a népesség 19.2%-át teszik ki. Egyéb etnikai csoportok: makassari, bunginéz, minahasan és torajanéz.

## Gazdasága
Jayapura rendelkezik a negyedik legnagyobb gazdasággal a kelet-indonéziai régióban Makassar, Denpasar és Manado után. 2016-ban a város GDP-je 19.5 billió Indonéz rúpia volt.